# Правиздомини
Правиздомини (итал. Pravisdomini) — коммуна в Италии, располагается в регионе Фриули-Венеция-Джулия, в провинции Порденоне.
Население составляет 3303 человека (2008 г.), плотность населения составляет 191 чел./км². Занимает площадь 16 км². Почтовый индекс — 33076. Телефонный код — 0434.
Покровителем коммуны почитается святой Антоний Великий, празднование 17 января.

## Демография
Динамика населения:

## Администрация коммуны
- Официальный сайт: http://www.comune.pravisdomini.pn.it/pravisdomini/home.aspx Архивная копия от 2 апреля 2010 на Wayback Machine